# Asynclitisme
L'asynclitisme (étymologiquement : « absence de concordance d'angle ») est en obstétrique un défaut de présentation de la tête fœtale dans le bassin maternel, soit une obliquité du plan médian de la tête du fœtus par rapport au diamètre transversal de la filière pelvienne maternelle.

## Caractéristiques
Idéalement, la tête du fœtus entre dans le bassin transversalement, fléchie contre le thorax. Sa suture sagittale (d'une fontanelle à l'autre) coïncide avec le diamètre transversal du bassin. Il y a asynclitisme lorsque cette suture est en avant ou en arrière (par rapport à la mère) de cette ligne. (Le fœtus penche la tête à droite ou à gauche par rapport à la présentation idéale).
L'asynclitisme antérieur (ou « obliquité de Naegele ») est, dans une certaine mesure, transitoirement physiologique. L'os pariétal antérieur étant forcé en direction de la cavité pelvienne dans laquelle la progression est possible. L'asynclitisme postérieur (« obliquité de Litzmann »), dans lequel la suture sagittale est déplacée en direction de la symphyse, est accentuée par les contractions utérine et aboutit à une présentation pariétale interdisant la progression de l'accouchement.